# Hypsiboas lanciformis
Espèce
Synonymes
- Hyla lanciformis (Cope, 1871)
- Hyla microcentra Werner, 1921
- Hyla hypocellata Miranda-Ribeiro, 1926
- Hyla lanciformis lanciformis (Cope, 1871)
- Hyla lanciformis guerreroi Rivero, 1971

Statut de conservation UICN

 LC  : Préoccupation mineure
Hypsiboas lanciformis est une espèce d'amphibiens de la famille des Hylidae.

## Répartition
Cette espèce se rencontre jusqu'à 1 500 m d'altitude dans le bassin amazonien au Brésil, en Bolivie, au Pérou, en Équateur, en Colombie et au Venezuela où sa distribution s'étend le long de la cordillère de la Costa,.

## Publication originale
- Cope, 1871 "1870" : Eighth Contribution to the Herpetology of Tropical America. Proceedings of the American Philosophical Society, vol. 11, no 81, p. 553-559 (texte intégral).